# Естель де Сент
Естель де Сент або Естель де Сент — католицька свята, про яку ми насправді знаємо дуже мало. Вона була сучасницею святої Євтропи де Сент і жила, згдно з легендою, у III столітті нашої ери. Однак вона не з'являється в християнській літературі до Середньовіччя, зокрема в Путвнику Паломника до Сантьяго-де-Компостела, в уривку про життя святого Євтропія Сентського . У житії вятого мученика Євтропія Сентського, написаому в 1612 році анонімним єзуїтом із Сену, вона представлена як мучениця.
Ось уривок :
У 1655 році вона була проголошена мученицею в картулярії пріорату святої Євтропії (подвійне свято). Цей стан буде засвідчено M Томасом, єпископом Сенту, у XIX столітті.
Святкуйте11 mai11 травня (Захід) і в30 avril30 квітня (зі святим Євтропієм, православна церква).
Згідно з легендою, його батько був римлянином високого походження і легатом міста Сент. Його мати походила з давнього роду друїдів. Почувши вчення святого Євтропія, першого єпископа краю, вона прийняла хрещення і пішла жити з ним як учениця. Оскільки вона відмовилася від віровідступництва, батько наказав її стратити на арені Сент. Його тіло було поховано в самій гробниці святого Євтропія, якому батько відрубав сокирою голову.
Спочатку її ім’я було Евстелла (від грецького eu — гарна або добра, і stello — прикрашати чи прикрашати), і вона довгий час була покровителькою християнської молоді. Латинізована форма Естель (зірка) походить від поета Фредеріка Містраля, який поставив рух Фелібріґе під заступництво святої. Тому що, каже він, подібно до волхвів, усвідомлюючи таким чином таємничий приплив якоїсь високої кон’юнктури, ми вітали Зірку, яка головувала над колискою нашого спасіння. » (Спогади та оповідання, 1919)
Сьогодні багато вчених ставлять під серйозний сумнів саме існування цього святого.

## Бібліографія

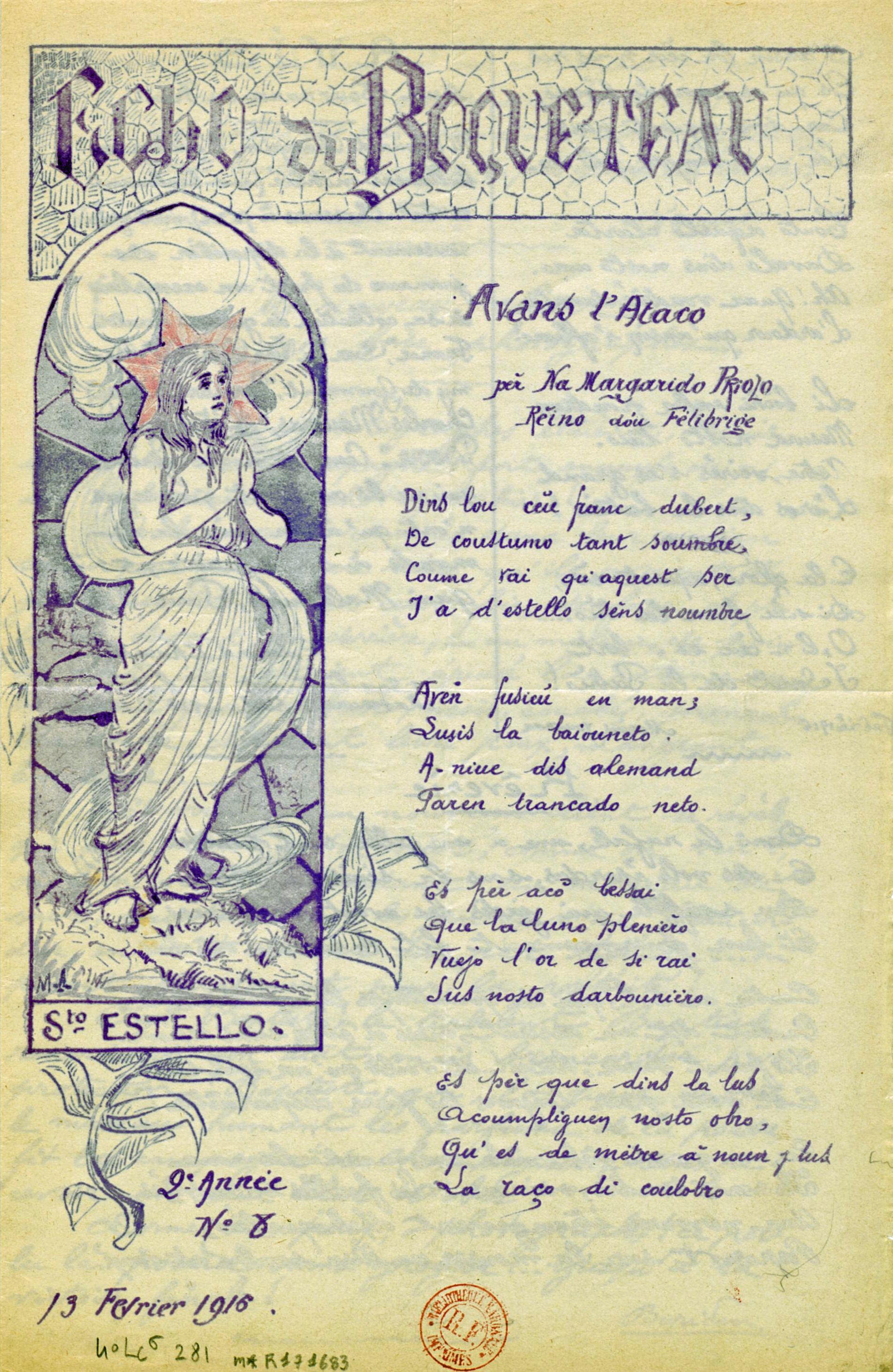
L'Ecò dóu bousquetoun (Écho du boqueteau), (окопна газета, що видавалася під час Першої світової війни французькою та окситанською мовами), номер 8 від 16 лютого 1916 року, на ілюстрації зображена Сент-Естель